# Aleuroclava similis
Aleuroclava similis là một loài côn trùng cánh nửa trong họ Aleyrodidae, phân họ Aleyrodinae.
Aleuroclava similis được Takahashi miêu tả khoa học đầu tiên năm 1938.